# Sasha Abramsky

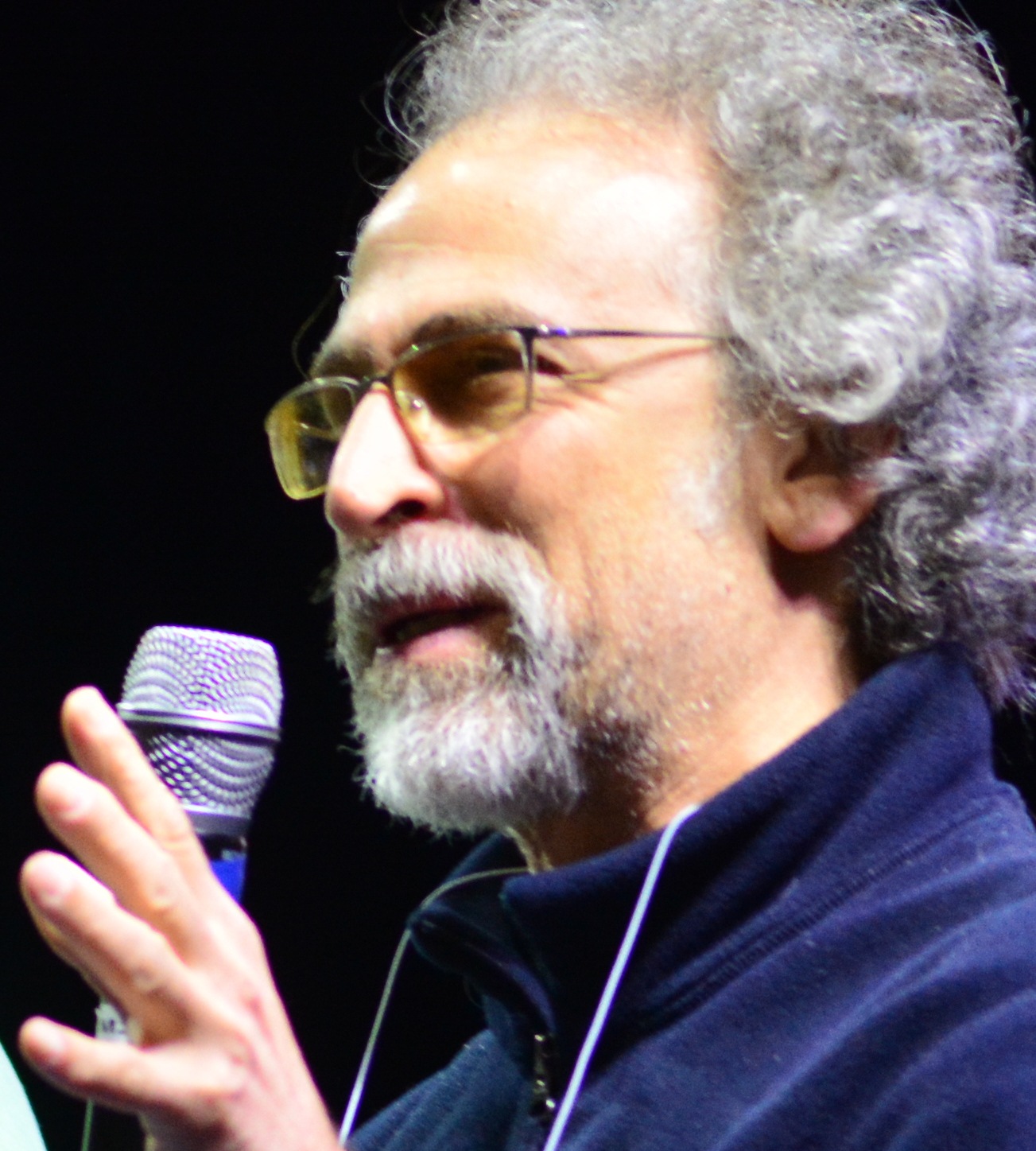
Sasha Abramsky, 2023

Sasha Abramsky (geboren 1972) ist ein britischer politischer Journalist und Autor, der in den USA lebt. 

## Leben
Sasha Abramsky wuchs in London auf. Er studierte Politikwissenschaften, Philosophie und Ökonomie am 
Balliol College in Oxford. Nach Abschluss als B.A. wechselte er 1993 nach New York City und studierte an der Columbia University Graduate School of Journalism. 2003 zog er von der Ostküste an die Westküste nach Kalifornien und lebt seither mit Frau und zwei Kindern in Sacramento. 
Abramsky Schriften behandeln die US-amerikanische Sozialpolitik. Zeitschriftenartikel erscheinen unter anderem in The Nation. An der University of California, Davis nimmt er einen Lehrauftrag für Schreiben wahr. Er ist ein Enkelsohn des britischen Marxisten Chimen Abramsky (1916–2010), über den und seine Frau er das Buch The House of Twenty Thousand Books schrieb.

## Schriften (Auswahl)
- Hard Time Blues. New York: St. Martins Press, 2002
- mit Jamie Fellner: Ill-equipped: U.S. prisons and offenders with mental illness. New York: Human Rights Watch, 2003
- Conned: How millions went to prison, lost the vote, and helped send George W. Bush to the White House. New York: New Press 2006
- American furies: Crime, punishment, and vengeance in the age of mass imprisonment. Boston: Beacon Press, 2007
- Inside Obama's brain. New York: Portfolio, 2009
  - Obamas kleines Weißbuch. Faszinierende Einblicke in den Führungsstil von Präsident Obama. Moritz Malsch. München: FinanzBuch-Verl., 2010
- Breadline USA: The hidden scandal of American hunger and how to fix. Sausalito, CA: PoliPointPress 2009
- The American Way of Poverty: How the Other Half Still Lives. New York, NY: Nation Books, 2013
- Voices of Poverty: A Narrative of America’s Poor.
- The House of Twenty Thousand Books. London: Halban 2014, ISBN 9781905559640.
  - Das Haus der zwanzigtausend Bücher. München: dtv 2017, ISBN 9783423145848.